# Baratili San Pietro
Baratili San Pietro là một đô thị ở tỉnh Oristano trong vùng Sardinia, có khoảng cách khoảng 100 km về phía tây bắc của Cagliari và cách khoảng 11 km về phía bắc của Oristano. Tại thời điểm ngày 31 tháng 12 năm 2004, đô thị này có dân số 1.278 người và diện tích là 6,0 km².
Baratili San Pietro giáp các đô thị: Nurachi, Oristano, Riola Sardo, San Vero Milis, Zeddiani.